# Svetlana Kitova
Svetlana Aleksandrovna Kitova (in russo Светлана Александровна Китова?; 25 giugno 1960 – 20 novembre 2015) è stata una mezzofondista russa, fino al 1991 sovietica.

## Palmarès

### Mondiali indoor
- 2 medaglie:
  - 1 argento (Budapest 1989 nei 1500 m piani)
  - 1 bronzo (Indianapolis 1987 nei 1500 m piani)

### Europei indoor
- 4 medaglie:
  - 2 ori (Budapest 1983 negli 800 m piani; Madrid 1986 nei 1500 m piani)
  - 1 argento (Lievin 1987 nei 1500 m piani)
  - 1 bronzo (L'Aia 1989 nei 1500 m piani)

### Universiadi
- 2 medaglie:
  - 1 oro (Kobe 1985 nei 1500 m piani)
  - 1 argento (Zagabria 1987 nei 1500 m piani)